# Clausia robusta
Clausia robusta är en korsblommig växtart som beskrevs av M.G. Pachomova. Clausia robusta ingår i släktet Clausia och familjen korsblommiga växter. Inga underarter finns listade i Catalogue of Life.